# Горки Ленінські
Го́рки Ле́нінські (рос. Горки Ленинские) — селище міського типу у складі Ленінського міського округу Московської області, Росія.

## Населення
Населення — 3480 осіб (2021; 3586 у 2010, 1729 у 2002).